# Nematobrycon palmeri
El tetra emperador (Nematobrycon palmeri) es una especie de peces de la familia Characidae en el orden de los Characiformes.

## Morfología
Los machos pueden llegar alcanzar los 4,2 cm de longitud total. Presenta dimorfismo sexual: En el macho el iris es azul, verde en la hembra. Durante la época de celo, se intensifica el color de los machos y se hace lila fuerte.[cita requerida] El apéndice negro entre las dos partes de la cola es más largo en el macho.[cita requerida]

## Alimentación
Come gusanos y crustáceos.

## Hábitat
Vive en zonas de clima tropical entre 23 °C - 27 °C de temperatura. 

## Distribución geográfica
Se encuentran en Sudamérica: cuencas de los ríos Atrato y San Juan, en Colombia. 